# 黃元吉 (萬曆進士)
黄元吉（？—？），字敬夫，號念玉，四川成都府温江縣人，明朝政治人物。

## 生平
萬曆十三年（1585年）乙酉科四川鄉試第三十一名舉人，萬曆二十三年（1595年）乙未科會試第二年二十名，廷試三甲第四名進士。都察院觀政，本年六月授中书舍人，二十七年养病卒。

## 家族
曾祖黄甲联，庠生。祖黄采。父黄自然，藩司令史冠带。母朱氏。慈侍下。兄元臣。